# العلاقات التونسية الزامبية
العلاقات التونسية الزامبية هي العلاقات الثنائية التي تجمع بين تونس وزامبيا.

## مقارنة بين البلدين
هذه مقارنة عامة ومرجعية للدولتين:
| وجه المقارنة                                              | تونس                                       | زامبيا                         |
| --------------------------------------------------------- | ------------------------------------------ | ------------------------------ |
| المساحة (كم2)                                             | 163.61 ألف                                 | 752.62 ألف                     |
| عدد السكان (نسمة)                                         | 11.53 مليون                                | 17.09 مليون                    |
| الكثافة السكانية (ن./كم²)                                 | 70.47                                      | 22.71                          |
| العاصمة                                                   | تونس                                       | لوساكا                         |
| اللغة الرسمية                                             | اللغة العربية                              | لغة إنجليزية                   |
| العملة                                                    | دينار تونسي                                | كواشا زامبي، كواشا زامبي قديم ‏ |
| الناتج المحلي الإجمالي (بليون دولار)                      | 40.26 مليار                                | 25.81 مليار                    |
| الناتج المحلي الإجمالي (تعادل القوة الشرائية) بليون دولار | 129.05 مليار                               | 62.18 مليار                    |
| الناتج المحلي الإجمالي الاسمي للفرد دولار أمريكي          | 3.87 ألف                                   | 1.30 ألف                       |
| الناتج المحلي الإجمالي للفرد دولار أمريكي                 | 11.44 ألف                                  | 3.90 ألف                       |
| مؤشر التنمية البشرية                                      | 0.721                                      | 0.586                          |
| رمز المكالمات الدولي                                      | +216                                       | +260                           |
| رمز الإنترنت                                              | .tn                                        | .zm                            |
| المنطقة الزمنية                                           | ت ع م+01:00، توقيت وسط أوروبا، ت ع م+02:00 | ت ع م+02:00                    |

## منظمات دولية مشتركة
يشترك البلدان في عضوية مجموعة من المنظمات الدولية، منها:
| علم المنظمة | اسم المنظمة                                                | تاريخ انضمام تونس | تاريخ انضمام زامبيا |
| ----------- | ---------------------------------------------------------- | ----------------- | ------------------- |
|             | منظمة التجارة العالمية                                     | ?                 | ?                   |
|             | الاتحاد الأفريقي                                           | ?                 | ?                   |
|             | الاتحاد البريدي العالمي                                    | ?                 | ?                   |
|             | الوكالة الدولية للطاقة الذرية                              | 1957              | ?                   |
|             | صندوق النقد الدولي                                         | ?                 | ?                   |
|             | منظمة الطيران المدني الدولي                                | ?                 | ?                   |
|             | يونسكو                                                     | 8 نوفمبر 1956     | 9 نوفمبر 1964       |
|             | مؤسسة التمويل الدولية                                      | 25 يوليو 1962     | 23 سبتمبر 1965      |
|             | المركز الدولي لتسوية المنازعات الاستشارية                  | 14 أكتوبر 1966    | 17 يوليو 1970       |
|             | منظمة حظر الأسلحة الكيميائية                               | ?                 | ?                   |
|             | مؤسسة التنمية الدولية                                      | 30 ديسمبر 1960    | 23 سبتمبر 1965      |
|             | وكالة ضمان الاستثمار متعدد الأطراف                         | 7 يونيو 1988      | 6 يونيو 1988        |
|             | الاتحاد الدولي للاتصالات                                   | 14 ديسمبر 1956    | 23 أغسطس 1965       |
|             | منظمة الشرطة الجنائية الدولية                              | ?                 | ?                   |
|             | الأمم المتحدة                                              | 12 نوفمبر 1956    | 1 ديسمبر 1964       |
|             | البنك الدولي للإنشاء والتعمير                              | 14 أبريل 1958     | 23 سبتمبر 1965      |
|             | البنك الإفريقي للتنمية                                     | ?                 | ?                   |
|             | العملية المشتركة للاتحاد الأفريقي والأمم المتحدة في دارفور | ?                 | ?                   |

## وصلات خارجية
- موقع وزارة الخارجية التونسية